# Afromelecta bicuspis
Afromelecta bicuspis är en biart som först beskrevs av Hermann Stadelmann 1898.
Afromelecta bicuspis ingår i släktet Afromelecta och familjen långtungebin. Inga underarter finns listade i Catalogue of Life.